# Stenophragma andina
Stenophragma andina är en tvåvingeart som beskrevs av Duret 1979. Stenophragma andina ingår i släktet Stenophragma och familjen svampmyggor.
Artens utbredningsområde är Ecuador. Inga underarter finns listade i Catalogue of Life.